# Serrats de la Font de Bufal

Els Serrats de la Font de Bufal, respecte del terme d'Abella de la Conca

Els Serrats de la Font de Bufal és un conjunt de serrats del terme municipal d'Abella de la Conca, a la comarca del Pallars Jussà.
Són els contraforts de llevant de la Serra de Monteguida, a la dreta del barranc de Caborriu, al nord del torrent de Bufal i al sud dels Serrats. Queden a llevant també de Casa Sarró.

## Etimologia
Es tracta d'un topònim romànic modern, de caràcter descriptiu: és el conjunt de serrats que pren el nom d'una font actualment desapareguda: la Font de Bufal.